# 2000 en France
Chronologie de la France
- 1996
- 1997
- 1998
- 1999
- 2000
- 2001
- 2002
- 2003
- 2004

Cette page présente les faits marquants de l'année 2000 en France.

## Événements
L'année 2000 est marquée en France par la sortie d'un rapport parlementaire sur les conditions de détention des prisonniers. Les auteurs du rapport soulignent que les prisons françaises sont à la fois insalubres et surpeuplées. Le gouvernement de Lionel Jospin lance un programme pour rénover les prisons françaises et en construire de nouvelles.

## Chronologie

### Janvier
- 1er janvier : réouverture du Centre Pompidou après 27 mois de travaux[3].
- 17 janvier : publication du livre Médecin chef à la prison de la Santé, de Véronique Vasseur. Ce livre dresse un constat alarmant sur l'état des prisons françaises[4].
- 19 janvier : 2e loi "35 heures"[5].

### Février
- 1er février : la durée hebdomadaire du travail passe à 35 heures dans les entreprises de plus de 20 salariés[5].
- 10 février : libéralisation partielle du marché de l’électricité[6].

### Mars
- 6 mars : loi no 2000-197 visant à renforcer le rôle de l'école dans la prévention et la détection des faits de mauvais traitements à enfants[7].

### Avril
- 5 avril : loi limitant le cumul des mandats et déclarant des incompatibilités[8].
- 9 avril : Marathon de Paris, remporté par Mohamed Ouaadi[9].

### Mai
- Calais devient le 1er club amateur à atteindre la finale de la Coupe de France[10].
- 7 mai : Calais s'incline devant le FC Nantes 2-1 au stade de France, en finale de la Coupe de France[10].

### Juin
- 6 juin : loi no 2000-493 : renforcement de l'accès des citoyens aux mandants électifs. Obligation de parité aux élections pour les constitutions de liste[11].
- 15 juin : loi Guigou, réforme de l'organisation judiciaire et sur la présomption d'innocence [12]:
  - création des cours d'assises d'appel.
  - Réforme de la libération conditionnelle
  - Modification du régime de la garde à vue
  - Réforme du déroulement de l’instruction préparatoire
  - Réforme de la détention provisoire
  - Nouvelles dispositions relatives à la presse

### Juillet
- 1er juillet : la France prend la présidence du Conseil de l'Union européenne[13],[14].
- 2 juillet : l'équipe de France remporte le championnat d'Europe des nations de football[15].
- 5 juillet : loi relative à l'accueil et à l'habitat des gens du voyage, obligeant les communes de plus de 5 000 habitants à organiser l'accueil des populations de gens du voyages et à aménager des aires de stationnement pour leurs véhicules[16].
- 10 juillet : 
  - réforme du mode de scrutin aux élections sénatoriales (parité à l’élection des sénateurs au scrutin de liste à la proportionnelle) [17];
  - responsabilité pénale des élus reconnu pour les délits non intentionnels[18].
- 13 juillet : loi de finance rectificative : baisse de 5 % de l'impôt sur le revenu[19].
- 25 juillet : crash d'un Concorde sur un hôtel à Gonesse, près de l'aéroport de Paris-Charles-de-Gaulle, tuant 109 passagers et membres d'équipage et 4 personnes au sol[20].
- 26 juillet : loi règlementant la chasse[21].

### Août
- 1er août : loi no 2000-719 réorganisant le service public audiovisuel d'information et apportant de nouvelles garanties à la liberté de communication[22].

### Septembre
- 22 septembre : les déclarations de Jean-Claude Méry, ancien financier du RPR, sur une cassette vidéo, mettent en cause Jacques Chirac[23].
- 24 septembre : référendum sur la réduction du mandat présidentiel. Le « oui » l’emporte[24].

### Octobre
- 1er octobre : destruction des deux plus grandes tours HLM de Mantes-la-Jolie[25].
- 2 octobre : loi constitutionnelle inaugurant le quinquennat[26].

### Novembre
- 11 novembre : les régimes de retraite Agirc et Arrco décident de revaloriser de 3,5 % et 4 % leur prix d'achat du point de retraite[réf. nécessaire].
- Loi sur la parité aux élections[réf. nécessaire].

### Décembre
- 13 décembre : 
  - loi sur la contraception d'urgence[27].
  - loi privilégiant les investissements en outre-mer[28].
  - loi fiscale sur le renouvellement urbain[29].
- 31 décembre : fin de la Présidence française du Conseil de l'Union européenne. La Suède lui succèdera pour le premier semestre 2001[30].

## Économie & Société
- La croissance du PIB atteint 3,9 %[31], soit les niveaux de croissance des Trente Glorieuses. Forte baisse du chômage (8,5 % de la population)[32].
- Le déficit public passe sous la barre des 1,5 % du PIB, une première depuis 1980[réf. nécessaire].

## Culture

### Cinéma

#### Films français sortis en 2000
- Le Battement d'ailes du papillon : comédie française de Laurent Firode avec Audrey Tautou, Faudel, Eric Savin, Irène Ismaïloff[33].
- Le Goût des autres : comédie romantique française réalisée par Agnès Jaoui[34].
- Meilleur Espoir féminin : comédie française réalisée par Gérard Jugnot[35].
- Le Prince du Pacifique : film d'aventure et comédie française réalisé par Alain Corneau[36].
- Princes et Princesses : film d'animation français réalisé par Michel Ocelot[37].
- Les Rivières pourpres, thriller policier français réalisé par Mathieu Kassovitz, d'après le roman éponyme de Jean-Christophe Grangé[38].
- Saint-Cyr : drame français de Patricia Mazuy avec Isabelle Huppert, Jean-Pierre Kalfon, Jean-François Balmer, Simon Reggiani[39].
- Taxi 2 : film d'action français réalisé par Gérard Krawczyk, produit et écrit par Luc Besson (second film de la série Taxi)[40].
- Vatel : film historique français réalisé par Roland Joffé[41].

#### Autres films sortis en France en 2000
- Billy Elliot : comédie dramatique britannique réalisée par Stephen Daldry[42].
- Chicken Run : film d'animation en volume franco-américano-britannique produit par le studio Aardman, réalisé par Nick Park et Peter Lord[43].
- Destination finale : film d'horreur américano-canadien réalisé par James Wong[44].
- Dinosaure : film d'animation en images de synthèse de Walt Disney Pictures[45].
- Gladiator : peplum de Ridley Scott avec Russell Crowe, Joaquin Phoenix, Djimon Hounsou[46].
- In the Mood for Love : film romantique hongkongais réalisé par Wong Kar-wai[47].
- Mission impossible 2 : film d'espionnage et d'action américain réalisé par John Woo[48].
- O'Brother : road movie et comédie américaine réalisé par les frères Coen[49].
- Princesse Mononoké : film d'animation japonais de Hayao Miyazaki produit par le studio Ghibli[50].
- La Route d'Eldorado : film d'animation américain réalisé par Éric Bergeron, produit par DreamWorks Animation[51].
- Sleepy Hollow : film fantastique américain réalisé par Tim Burton[52].
- Tigre et Dragon : film d'arts martiaux (Wu xia pian) taïwanais réalisé par Ang Lee[53].
- Toy Story 2 : film d'animation américain des studios Pixar coproduit par Walt Disney Pictures (sorti l'année précédente aux États-Unis)[54].
- Virgin Suicides : drame américain réalisé par Sofia Coppola (sorti l'année précédente aux États-Unis)[55].

#### Prix et récompenses
- César du meilleur film : Vénus Beauté (Institut), de Tonie Marshall[56]
- Prix Jean-Vigo : ex æquo : Saint-Cyr, de Patricia Mazuy et De l'histoire ancienne, d'Orso Miret[57]

## Naissance en 2000
- 10 janvier : Juliette Chappey, actrice.
- 3 avril : Koba LaD Rappeur.
- 19 juin : Max Baissette de Malglaive, acteur.

## Décès en 2000
- 5 février : Claude Autant-Lara (1901 - 2000) : réalisateur.
- 11 février : Jacqueline Auriol (1917 - 2000) : première femme pilote d'essai.
- 5 mars : Lolo Ferrari (1963 - 2000), actrice française.
- 14 mars : C. Jérôme (1946 - 2000) : chanteur.
- 10 novembre : Jacques Chaban-Delmas (1915 - 2000) : homme politique français.